# ヴェーダ用拡張
ヴェーダ用拡張（ヴェーダようかくちょう、英語: Vedic Extensions）は、Unicodeの67個目のブロック。

## 解説
主にインドなどで信仰されているヒンドゥー教の元となったバラモン教などの宗教における聖典「ヴェーダ」を朗唱する際に、どのような音の高さ（メロディ）で読むか、どこで息を吸うか、どこで止まっても良いのか、あるいは止まってはいけないのか、どのような調子の声で読むかなどの、読み上げ方を表すために用いられる記号を収録している。
デーヴァナーガリーに限らず、ベンガル文字、グランタ文字、グジャラート文字、カンナダ文字、マラヤーラム文字、ナンディーナーガリー文字、ネワール文字、オリヤー文字、シャーラダー文字、テルグ文字、トゥル文字、ティルフータ文字などのインドのあらゆる文字体系と共に使われることが意図されている。
なお、ヴェーダには様々な種類の文献が存在し、それぞれにおいて記法が異なっているため、ヴェーダの種類ごとに小分類が分けられている。
Unicodeのバージョン5.2において初めて追加された。

## 収録文字
| コード                                   | 文字 | 文字名（英語）                                              | 用例・説明 | ラテン文字転写 |
| ---------------------------------------- | ---- | ----------------------------------------------------------- | --- | -------------- |
| サーマ・ヴェーダ用の声調記号             |      |                                                             | |                |
| U+1CD0                                   | ᳐     | VEDIC TONE KARSHANA                                         | リグ・ヴェーダを朗唱するための楽譜であるサーマガーナにおいてテキスト内の行の数字 (二次音調を示す) の上付き文字として使用され、数字によって示される音調の継続的な進行またはスライド (karṣaṇa) を表す。 或いは、音節の上付き文字として使用して、屈曲または沈下 (namana) を示す。 主要な第 2 音調から二次的な第 3 音調 (praṇata) への下降を含む音楽の動機を表すこともある。 |                |
| U+1CD1                                   | ᳑     | VEDIC TONE SHARA                                            | リグ・ヴェーダを朗唱するための楽譜であるサーマ・ガーナにおいて、特定の部分を飛ばして読むことを意味するアティクラマ（atikrama）を表すために使用され、通常は第七音(kruṣṭa)から第二音(dvitīya)までスキップすることを表す。 |                |
| U+1CD2                                   | ᳒     | VEDIC TONE PRENKHA                                          | ビブラートをつけて読むことを表す。 |                |
| サーマ・ヴェーダ用の気息記号             |      |                                                             | |                |
| U+1CD3                                   | ᳓    | VEDIC SIGN NIHSHVASA                                        | 一時停止が許可されないセクションを区切るための記号。 呼吸を都合よく行える場所を演奏者に示すために使用される。 |                |
| ヤジュル・ヴェーダ用の記号               |      |                                                             | |                |
| U+1CD4                                   | ᳔     | VEDIC SIGN YAJURVEDIC MIDLINE SVARITA                       | 主にマイトラヤーニー・サンヒター(Maitrayāṇī-Saṁhitā)とヴァジャサネーイ・マディヤンディナ・サンヒター(Vajasaneyi Madhyandina-Saṁhitā)のいくつかの写本で使用されている。 スヴァリタ（下降声調）を表す。 |                |
| U+1CD5                                   | ᳕     | VEDIC TONE YAJURVEDIC AGGRAVATED INDEPENDENT SVARITA        | シュクラ・ヤジュル・ヴェーダ・マーデャンディナ・サンヒター(Śuklayajurveda Mādhyandina-Saṁhitā)及び、アタルヴァ・ヴェーダ・ パイッパラーダ・サンヒター(Atharvaveda Paippalāda-Saṁhitā)において、アヌーダッタ（低声調）に続く激化(aggravated)していない独立したスヴァリタ（下降声調）を表す。 |                |
| U+1CD6                                   | ᳖     | VEDIC TONE YAJURVEDIC INDEPENDENT SVARITA                   | クリシュナ・ヤジュル・ヴェーダ・カータカ・サンヒター(Kr̥ṣṇayajurveda Kāṭhaka-Saṁhitā)において激化していない独立したスヴァリタ（下降声調）を表す。 |                |
| U+1CD7                                   | ᳗     | VEDIC TONE YAJURVEDIC KATHAKA INDEPENDENT SVARITA           | シュクラ・ヤジュル・ヴェーダ・マーデャンディナ・サンヒター(Śuklayajurveda Mādhyandina-Saṁhitā)及び、クリシュナ・ヤジュル・ヴェーダ・カータカ・サンヒター(Kr̥ṣṇayajurveda Kāṭhaka-Saṁhitā)において激化した独立したスヴァリタ（下降声調）を表す。 |                |
| U+1CD8                                   | ᳘     | VEDIC TONE CANDRA BELOW                                     | クリシュナ・ヤジュル・ヴェーダ・カータカ・サンヒター(Kr̥ṣṇayajurveda Kāṭhaka-Saṁhitā)においては激化していない独立したスヴァリタ（下降声調）を、クリシュナ・ヤジュル・ヴェーダ・マイトラヤーニー・サンヒター(Kr̥ṣṇayajurveda Maitrayāṇī-Saṁhitā)においては激化していない独立したスヴァリタ（下降声調）の後にアヌーダッタ（低声調）またはekaśruti（エカシュルティ、中平調）が続くことを表す。 また、シャタパタ・ブラーフマナ(Śatapathabrāhmaṇa)では低い表面音(low surface tone)を表す際にU+0952 ॒ DEVANAGARI STRESS SIGN ANUDATTAの代わりに用いられる。 |                |
| U+1CD9                                   | ᳙     | VEDIC TONE YAJURVEDIC KATHAKA INDEPENDENT SVARITA SCHROEDER | Schröderによる版のクリシュナ・ヤジュル・ヴェーダ・カータカ・サンヒター(Kr̥ṣṇayajurveda Kāṭhaka-Saṁhitā)において激化していない独立したスヴァリタ（下降声調）を表す。 |                |
| U+1CDA                                   | ᳚     | VEDIC TONE DOUBLE SVARITA                                   | 長い(dīrgha)スヴァリタ（下降声調）を表す。 |                |
| U+1CDB                                   | ᳛     | VEDIC TONE TRIPLE SVARITA                                   | 従属スヴァリタ（下降声調）及びそれに続くアヌーダッタ（低声調）を表す。 |                |
| U+1CDC                                   | ᳜     | VEDIC TONE KATHAKA ANUDATTA                                 | ヤジュル・ヴェーダ・カータカ・サンヒター(Yajurveda Kāṭhaka-Saṁhitā)とアタルヴァ・ヴェーダ・ パイッパラーダ・サンヒター(Atharvaveda Paippalāda-Saṁhitā)においてアヌーダッタ（低声調）を表す。 |                |
| U+1CDD                                   | ᳝     | VEDIC TONE DOT BELOW                                        | ヤジュル・ヴェーダ・カータカ・サンヒター(Yajurveda Kāṭhaka-Saṁhitā)とアタルヴァ・ヴェーダ・ パイッパラーダ・サンヒター(Atharvaveda Paippalāda-Saṁhitā)における従属スヴァリタを示すために使用され、またパイッパラーダ・サンヒターにおいては独立スヴァリタの後の最初のエカシュルティ(中平調)を示すためにも使用される。 |                |
| シャタパタ・ブラーフマナ用の声調記号     |      |                                                             | |                |
| U+1CDE                                   | ᳞     | VEDIC TONE TWO DOTS BELOW                                   | 休止前のウダーッタ（高声調）に対応する表面的な低音、つまり休止の直前に発生するもの、または休止の前に1つの音節が介在し、休止の後にウダーッタ（高声調）または独立したスヴァリタ（下降声調）が続くもの、シャタパタ・ブラーフマナでは休止前のアヌーダッタ（低声調）、休止後の独立したスヴァリタ（下降声調）に対応する表面的な低音を示すために使用される。 |                |
| U+1CDF                                   | ᳟     | VEDIC TONE THREE DOTS BELOW                                 | 休止前のウダーッタ（高声調）に対応する表面的な低音、つまり、休止の直前に発生するもの、休止の前に1音節で介在するもの、またはWeber版のシャタパタ・ブラーフマナでは休止の後にウダーッタ（高声調）が続くものを示すために使用される。 |                |
| リグ・ヴェーダ用の声調記号               |      |                                                             | |                |
| U+1CE0                                   | ᳠     | VEDIC TONE RIGVEDIC KASHMIRI INDEPENDENT SVARITA            | リグ・ヴェーダの文献の一つである、R̥gveda Vāṣkala-Saṁhitāにおいてスヴァリタ（下降声調）を表す。 |                |
| アタルヴァ・ヴェーダ用の声調記号         |      |                                                             | |                |
| U+1CE1                                   | ᳡     | VEDIC TONE ATHARVAVEDIC INDEPENDENT SVARITA                 | アタルヴァ・ヴェーダ・ シャウナキーヤ・サンヒター(Atharvaveda Śaunakīya-Saṁhitā)において激化していない独立したスヴァリタ（下降声調）を表す。 |                |
| ヴィサルガ用のダイアクリティカルマーク   |      |                                                             | |                |
| U+1CE2                                   | ᳢     | VEDIC SIGN VISARGA SVARITA                                  | スヴァリタ（下降声調）を持つヴィサルガ（[h]を末尾に伴う音節）を表す。 |                |
| U+1CE3                                   | ᳣     | VEDIC SIGN VISARGA UDATTA                                   | ウダーッタ（高声調）を持つヴィサルガを表す。 |                |
| U+1CE4                                   | ᳤     | VEDIC SIGN REVERSED VISARGA UDATTA                          | |                |
| U+1CE5                                   | ᳥     | VEDIC SIGN VISARGA ANUDATTA                                 | アヌーダッタ（低声調）を持つヴィサルガ表す。 |                |
| U+1CE6                                   | ᳦     | VEDIC SIGN REVERSED VISARGA ANUDATTA                        | |                |
| U+1CE7                                   | ᳧     | VEDIC SIGN VISARGA UDATTA WITH TAIL                         | |                |
| U+1CE8                                   | ᳨     | VEDIC SIGN VISARGA ANUDATTA WITH TAIL                       | |                |
| 鼻音化記号                               |      |                                                             | |                |
| U+1CE9                                   | ᳩ    | VEDIC SIGN ANUSVARA ANTARGOMUKHA                            | 上にビンドゥ(デーヴァナーガリーにおけるU+0902 ं DEVANAGARI SIGN ANUSVARA)を追加して、長母音の後の短い アヌスヴァーラ（鼻音、日本語における「ん」）を表すために使用される。 |                |
| U+1CEA                                   | ᳪ    | VEDIC SIGN ANUSVARA BAHIRGOMUKHA                            | 上にビンドゥまたはチャンドラビンドゥ(デーヴァナーガリーにおけるU+0901 ँ DEVANAGARI SIGN CANDRABINDU)を加えて、アヌスヴァーラまたは鼻音化を表すために使用される。 |                |
| U+1CEB                                   | ᳫ    | VEDIC SIGN ANUSVARA VAMAGOMUKHA                             | |                |
| U+1CEC                                   | ᳬ    | VEDIC SIGN ANUSVARA VAMAGOMUKHA WITH TAIL                   | 上にビンドゥまたはチャンドラビンドゥ(デーヴァナーガリーにおけるU+0901 ँ DEVANAGARI SIGN CANDRABINDU)を加えて、アヌスヴァーラまたは鼻音化を表すために使用される。 |                |
| U+1CED                                   | ᳭     | VEDIC SIGN TIRYAK                                           | |                |
| U+1CEE                                   | ᳮ    | VEDIC SIGN HEXIFORM LONG ANUSVARA                           | |                |
| U+1CEF                                   | ᳯ    | VEDIC SIGN LONG ANUSVARA                                    | 短母音の後の長いアヌスヴァーラを表すために使用される。 |                |
| U+1CF0                                   | ᳰ    | VEDIC SIGN RTHANG LONG ANUSVARA                             | |                |
| U+1CF1                                   | ᳱ    | VEDIC SIGN ANUSVARA UBHAYATO MUKHA                          | |                |
| アルダヴィサルガ                         |      |                                                             | |                |
| U+1CF2                                   | ᳲ    | VEDIC SIGN ARDHAVISARGA                                     | サンスクリット語でジフヴァムリヤ音(jihvamuliya)（軟口蓋摩擦音、IPA:[x]）とウパドマニヤ音(upadhmaniya)（両唇摩擦音、IPA:[ɸ]）を指す。その使用はヴェーダに限定されない。 後に軟口蓋音が続く場合は[x]、両唇音が続く場合は[ɸ]で読まれる。 U+1CF3 ᳳ VEDIC SIGN ROTATED ARDHAVISARGAは両者を区別する際にどちらか一方を表すために用いられるが、文献によってどちらがどちらを表すかは異なる。 なお、小分類名アルダヴィサルガの「アルダ」とはサンスクリット語で「半分の」を意味する単語である。                                                              | ḫ              |
| U+1CF3                                   | ᳳ    | VEDIC SIGN ROTATED ARDHAVISARGA                             | サンスクリット語でジフヴァムリヤ音(jihvamuliya)（軟口蓋摩擦音、IPA:[x]）とウパドマニヤ音(upadhmaniya)（両唇摩擦音、IPA:[ɸ]）を指す。その使用はヴェーダに限定されない。 後に軟口蓋音が続く場合は[x]、両唇音が続く場合は[ɸ]で読まれる。 U+1CF3 ᳳ VEDIC SIGN ROTATED ARDHAVISARGAは両者を区別する際にどちらか一方を表すために用いられるが、文献によってどちらがどちらを表すかは異なる。 なお、小分類名アルダヴィサルガの「アルダ」とはサンスクリット語で「半分の」を意味する単語である。                                                              | ẖ              |
| ヤジュル・ヴェーダ用の記号               |      |                                                             | |                |
| U+1CF4                                   | ᳴     | VEDIC TONE CANDRA ABOVE                                     | グランタ文字及びデーヴァナーガリーで書かれたヤジュル・ヴェーダで用いられ、スヴァリタ（下降声調）を表す。 |                |
| 記号                                     |      |                                                             | |                |
| U+1CF5                                   | ᳵ    | VEDIC SIGN JIHVAMULIYA                                      | 無声軟口蓋破裂音(IPA:[k])の前にのみ発生する軟口蓋摩擦音(IPA:[x])を表す。 |                |
| U+1CF6                                   | ᳶ    | VEDIC SIGN UPADHMANIYA                                      | 無声両唇破裂音(IPA:[p])の前でのみ発生する両唇摩擦音(IPA:[ɸ])を示す。 |                |
| U+1CF7                                   | ᳷     | VEDIC SIGN ATIKRAMA                                         | スヴァラ(音節)を無視することを表す。 サーマ・ヴェーダのうちカウトゥマ（Kauthuma）派の文献に用いられ、サマ・ガーナ(Sāma Gāna)のスヴァラのスキップ、特に第 3 から第 5 への直系の第 4 のスキップを表す。 |                |
| ジャイミニーヤ・サーマ・ヴェーダ用の記号 |      |                                                             | |                |
| U+1CF8                                   | ᳸     | VEDIC TONE RING ABOVE                                       | バラモン教の聖典の一つであるサーマ・ヴェーダのうち、主にタミル・ナードゥ州やケーララ州で主流となっているジャイミニーヤ（Jaiminīya）派と呼ばれる流派の一つにおいて用いられる記号。 正確な用途が分かっていないため、機能ではなく字形に基づいた文字名が付けられている。 |                |
| U+1CF9                                   | ᳹     | VEDIC TONE DOUBLE RING ABOVE                                | バラモン教の聖典の一つであるサーマ・ヴェーダのうち、主にタミル・ナードゥ州やケーララ州で主流となっているジャイミニーヤ（Jaiminīya）派と呼ばれる流派の一つにおいて用いられる記号。 正確な用途が分かっていないため、機能ではなく字形に基づいた文字名が付けられている。 |                |
| 鼻音化記号                               |      |                                                             | |                |
| U+1CFA                                   | ᳺ    | VEDIC SIGN DOUBLE ANUSVARA ANTARGOMUKHA                     | 結合する鼻音化記号の基字として使用される。 ナンディーナーガリー文字の文献で用いられ、"𑧎ᳺ𑧞"(ham)という音節で使用される。 |                |

## 小分類
このブロックの小分類は「サーマ・ヴェーダ用の声調記号」（Tone marks for the Samaveda）、「サーマ・ヴェーダ用の気息記号」（Breathing mark for the Samaveda）、「ヤジュル・ヴェーダ用の記号」（Signs for Yajurvedic）、「シャタパタ・ブラーフマナ用の声調記号」（Tone marks for the Satapathabrahmana）、「リグ・ヴェーダ用の声調記号」（Tone mark for the Rigveda）、「アタルヴァ・ヴェーダ用の声調記号」（Tone mark for the Atharvaveda）、「ヴィサルガ用のダイアクリティカルマーク」（Diacritics for visarga）、「鼻音化記号」（Nasalization signs）、「アルダヴィサルガ」（Ardhavisarga）、「ヤジュル・ヴェーダ用の記号」（Sign for Yajurvedic）、「記号」（Signs）、「ジャイミニーヤ・サーマ・ヴェーダ用の記号」（Signs for Jaiminiya Sama Veda）、の12個となっている。本ブロックでは、Unicodeのバージョン更新時の文字追加が隙間を埋める形で行われた影響で、同一の小分類に属する文字が飛び飛びの符号位置に割り当てられていることがある。また、収録文字が1文字しかない小分類については小分類名が単数形で表現されているが、本記事では単数形か複数形かによる小分類名の表記ゆれについては別の小分類として扱わず、同一の小分類として扱うこととする。

### サーマ・ヴェーダ用の声調記号（Tone marks for the Samaveda）
この小分類にはバラモン教の聖典の一つであるサーマ・ヴェーダにおいて声調を表すための記号が収録されている。

### サーマ・ヴェーダ用の気息記号（Breathing mark for the Samaveda）
この小分類にはバラモン教の聖典の一つであるサーマ・ヴェーダにおいて息をする箇所を表すための記号が収録されている。

### ヤジュル・ヴェーダ用の記号（Signs for Yajurvedic）
この小分類にはバラモン教の聖典の一つであるヤジュル・ヴェーダにおいて用いられる記号が収録されている。

### シャタパタ・ブラーフマナ用の声調記号（Tone marks for the Satapathabrahmana）
この小分類にはバラモン教の聖典の一つであるヤジュル・ヴェーダにおいて、ブラーフマナ（祭儀書）と呼ばれる儀式の意義や進め方などを解説する書物の一つであるシャタパタ・ブラーフマナで用いられる、声調を表す記号が収録されている。

### リグ・ヴェーダ用の声調記号（Tone mark for the Rigveda）
この小分類にはバラモン教の聖典の一つであるリグ・ヴェーダにおいて声調を表すための記号が収録されている。

### アタルヴァ・ヴェーダ用の声調記号（Tone mark for the Atharvaveda）
この小分類にはバラモン教の聖典の一つであるアタルヴァ・ヴェーダにおいて声調を表すための記号が収録されている。

### ヴィサルガ用のダイアクリティカルマーク（Diacritics for visarga）
この小分類にはヴェーダにおいてヴィサルガと呼ばれる、音節末に[h]を伴うことを表す記号類が収録されている。

### 鼻音化記号（Nasalization signs）
この小分類にはヴェーダにおいて鼻音化を表すための記号が収録されている。

### アルダヴィサルガ（Ardhavisarga）
アルダヴィサルガは、サンスクリット語でジフヴァムリヤ音(jihvamuliya)（軟口蓋摩擦音、IPA:[x]）とウパドマニヤ音(upadhmaniya)（両唇摩擦音、IPA:[ɸ]）を指す。その使用はヴェーダに限定されない。
なお、小分類名アルダヴィサルガの「アルダ」とはサンスクリット語で「半分の」を意味する単語である。

### 記号（Signs）
この小分類にはヴェーダで用いられる様々な発音記号が収録されている。

### ジャイミニーヤ・サーマ・ヴェーダ用の記号（Signs for Jaiminiya Sama Veda）
この小分類にはバラモン教の聖典の一つであるサーマ・ヴェーダのうち、主にタミル・ナードゥ州やケーララ州で主流となっているジャイミニーヤ（Jaiminīya）派と呼ばれる流派の一つにおいて用いられる記号が収録されている。

## 文字コード
| ヴェーダ用拡張(Vedic Extensions)[1] Official Unicode Consortium code chart (PDF) |   |   |   |   |   |   |   |   |   |   |   |   |   |   |   |   |
|                                                                                  | 0 | 1 | 2 | 3 | 4 | 5 | 6 | 7 | 8 | 9 | A | B | C | D | E | F |
| U+1CDx                                                                           | ᳐  | ᳑  | ᳒  | ᳓ | ᳔  | ᳕  | ᳖  | ᳗  | ᳘  | ᳙  | ᳚  | ᳛  | ᳜  | ᳝  | ᳞  | ᳟  |
| U+1CEx                                                                           | ᳠  | ᳡  | ᳢  | ᳣  | ᳤  | ᳥  | ᳦  | ᳧  | ᳨  | ᳩ | ᳪ | ᳫ | ᳬ | ᳭  | ᳮ | ᳯ |
| U+1CFx                                                                           | ᳰ | ᳱ | ᳲ | ᳳ | ᳴  | ᳵ | ᳶ | ᳷  | ᳸  | ᳹  | ᳺ |   |   |   |   |   |
| 注釈 1.^バージョン16.0時点                                                       |   |   |   |   |   |   |   |   |   |   |   |   |   |   |   |   |

## 履歴
以下の表に挙げられているUnicode関連のドキュメントには、このブロックの特定の文字を定義する目的とプロセスが記録されている。
| バージョン | コードポイント          | 文字数 | L2 ID     | ドキュメント |
| ---------- | ----------------------- | ------ | --------- | --- |
| 5.2        | U+1CF0..1CF2,1CD0..1CEF | 35     | L2/07-095 | Michael Everson (30 April 2007), Proposal to encode characters for Vedic Sanskrit in the BMP (WG2 N3235R) (英語)                   |
| 5.2        | U+1CF0..1CF2,1CD0..1CEF | 35     | L2/07-230 | Michael Everson; Peter Scharf (26 July 2007), Revised proposal to encode characters for Vedic Sanskrit (英語)                      |
| 5.2        | U+1CF0..1CF2,1CD0..1CEF | 35     | L2/07-343 | Michael Everson; Peter Scharf (18 October 2007), Proposal to encode 55 characters for Vedic Sanskrit in the BMP (英語)             |
| 5.2        | U+1CF0..1CF2,1CD0..1CEF | 35     | L2/08-035 | Peter Scharf (22 January 2008), Vedic Revisions 2008 Jan 14 (英語)                                                                 |
| 5.2        | U+1CF0..1CF2,1CD0..1CEF | 35     | L2/08-043 | Gov't of India (28 January 2008), Vedic evidence to accompany L2/08-042 Vaidika (英語)                                             |
| 5.2        | U+1CF0..1CF2,1CD0..1CEF | 35     | L2/08-050 | Michael Everson (28 January 2008), Summary proposal to encode characters for Vedic (WG2 N3383) (英語)                              |
| 6.1        | U+1CF3                  | 1      | L2/09-343 | Shriramana Sharma (19 October 2009), Request for encoding 1CF3 ROTATED ARDHAVISARGA (英語)                                         |
| 6.1        | U+1CF3                  | 1      | L2/10-234 | Shriramana Sharma (14 July 2010), Request for encoding 1CF3 VEDIC SIGN ROTATED ARDHAVISARGA (replaces L2/09-343; WG2 N3861) (英語) |
| 6.1        | U+1CF4                  | 1      | L2/09-344 | Shriramana Sharma (19 October 2009), Request for encoding 1CF4 VEDIC TONE CANDRA ABOVE (英語)                                      |
| 6.1        | U+1CF5..1CF6            | 2      | L2/10-257 | Deborah Anderson; Shriramana Sharma (28 July 2010), Request to add two characters to the Vedic Extensions block (英語)             |
| 7.0        | U+1CF8..1CF9            | 2      | L2/11-267 | Shriramana Sharma (4 August 2011), Proposal to encode svara markers for the Jaiminiya Archika (revised ; WG2 N4134) (英語)         |
| 10.0       | U+1CF7                  | 1      | L2/15-160 | Shriramana Sharma (31 July 2015), Proposal to encode 1CF7 VEDIC SIGN ATIKRAMA (revised) (英語)                                     |
| 12.0       | U+1CFA                  | 1      | L2/17-117 | Anshuman Pandey (18 May 2017), Proposal to encode a nasal character in Vedic Extensions (revised) (英語)                           |
| 1.         |                         |        |           | |